# Трентон
Трентон (енгл. Trenton) је главни град америчке савезне државе Њу Џерзи. По попису становништва из 2020. у њему је живело 90.871 становника.

## Географија
Трентон се налази на надморској висини од 16 m. 

## Демографија
Према попису становништва из 2010. у граду је живело 84.913 становника, што је 490 (0,6%) становника мање него 2000. године.
| Група             | 2000.          | 2010.          |
| Белци             | 21.022 (24,6%) | 11.442 (13,5%) |
| Афроамериканци    | 44.465 (52,1%) | 44.160 (52,0%) |
| Азијати           | 716 (0,8%)     | 1.013 (1,2%)   |
| Хиспаноамериканци | 18.391 (21,5%) | 28.621 (33,7%) |
| Укупно            | 85.403         | 84.913         |